# Beaupuy (Tarn-et-Garonne)
Pour les articles homonymes, voir Beaupuy.
Beaupuy est une commune française située dans le sud-ouest du département de Tarn-et-Garonne, en région Occitanie.
Sur le plan historique et culturel, la commune est dans le pays de Rivière-Verdun, un petit pays d'élection de l'est de la Gascogne, à l'écart des grandes voies de communication, et s'étageant sur les terrasses de la rive gauche de la Garonne, entre la vallée de la Save et la Lomagne, et se prolongeant en Gascogne toulousaine.
Exposée à un climat océanique altéré, elle est drainée par le ruisseau de Dère, le ruisseau de Nadesse et par divers autres petits cours d'eau. La commune possède un patrimoine naturel remarquable composé de trois zones naturelles d'intérêt écologique, faunistique et floristique.
Beaupuy est une commune rurale qui compte 274 habitants en 2022, après avoir connu un pic de population de 619 habitants en 1821. Elle fait partie de l'aire d'attraction de Toulouse. Ses habitants sont appelés les Beaupuysiens ou Beaupuysiennes.

## Géographie

### Localisation
Commune de l'aire d'attraction de Toulouse située entre Toulouse et Montauban au sud-ouest de Verdun-sur-Garonne, sur les terrasses surplombant la vallée de la Garonne en bordure de la Lomagne. C'est une commune limitrophe du département de la Haute-Garonne.

### Communes limitrophes
Beaupuy est limitrophe de cinq autres communes dont trois dans le département de la Haute-Garonne.
Les communes limitrophes sont  Bellesserre, Bouillac, Lagraulet-Saint-Nicolas, Le Burgaud et Savenès.
|                                         | Bouillac                   |         |
| Lagraulet-Saint-Nicolas (Haute-Garonne) | Beaupuy                    | Savenès |
| Bellesserre (Haute-Garonne)             | Le Burgaud (Haute-Garonne) |         |

### Géologie et relief
La superficie de la commune est de 1 181 hectares ; son altitude varie de 145  à   246 mètres.

### Hydrographie

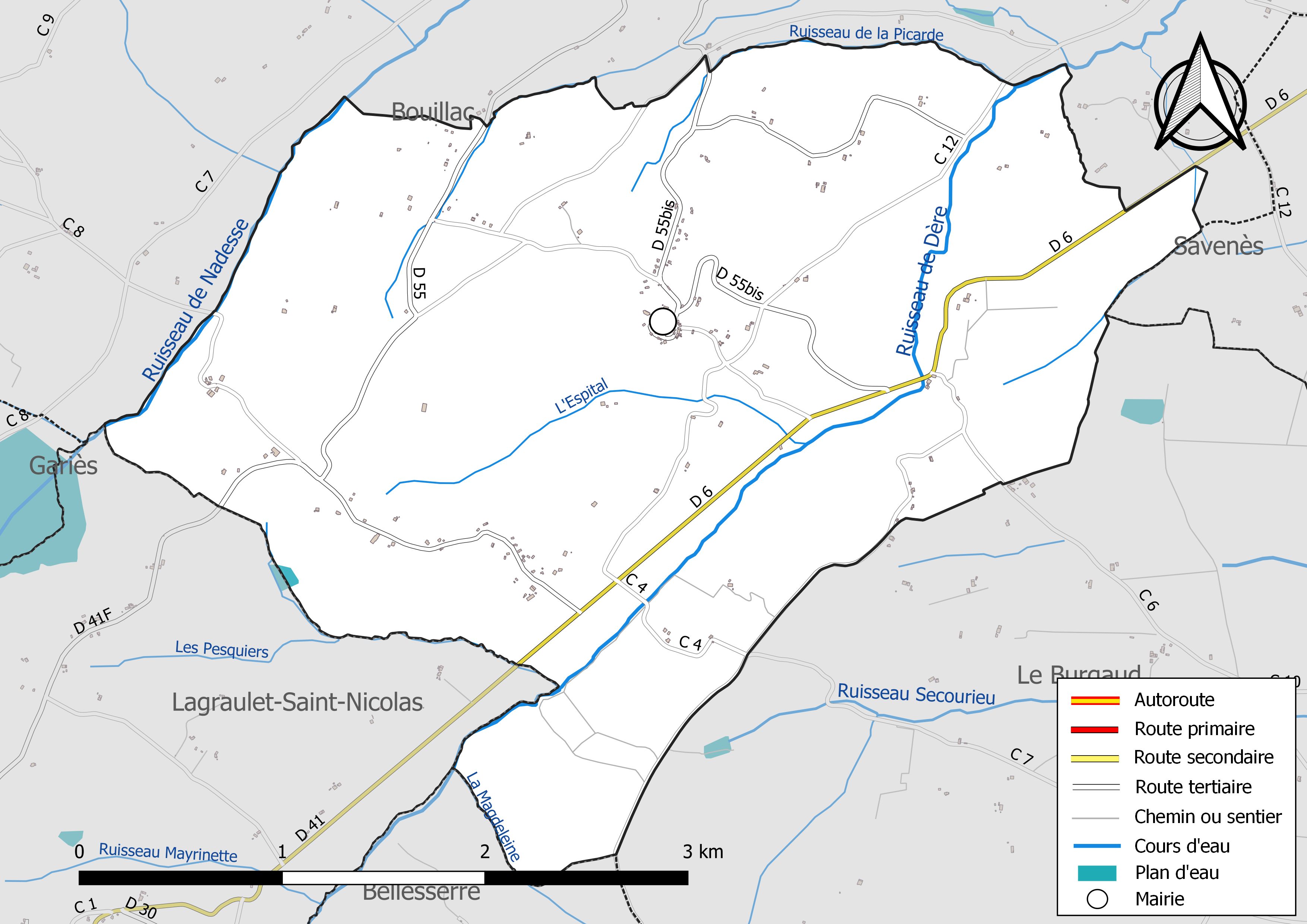
Réseaux hydrographique et routier de Beaupuy.

La commune est dans le bassin versant de la Garonne, au sein du bassin hydrographique Adour-Garonne. Elle est drainée par le ruisseau de Dère, le ruisseau de Nadesse, la Magdeleine, Les Pesquiers, L'Espital, le ruisseau de la Picarde et par divers petits cours d'eau, constituant un réseau hydrographique de 13 km de longueur totale,.
Le ruisseau de Dère, d'une longueur totale de 15,7 km, prend sa source dans la commune de Puysségur et s'écoule du sud-ouest vers le nord-ouest. Il traverse la commune et se jette dans le ruisseau de Nadesse à Bouillac, après avoir traversé 8 communes.
Le ruisseau de Nadesse, d'une longueur totale de 23,9 km, prend sa source dans la commune de Cox et s'écoule du sud-ouest vers le nord-ouest. Il traverse la commune et se jette dans la Garonne à Verdun-sur-Garonne, après avoir traversé 7 communes.

### Climat
Pour des articles plus généraux, voir Climat de l'Occitanie et Climat de Tarn-et-Garonne.
En 2010, le climat de la commune est de type climat océanique dégradé des plaines du Centre et du Nord, selon une étude du Centre national de la recherche scientifique s'appuyant sur une série de données couvrant la période 1971-2000. En 2020, Météo-France publie une typologie des climats de la France métropolitaine dans laquelle la commune est exposée à un climat océanique altéré et est dans la région climatique Aquitaine, Gascogne, caractérisée par une pluviométrie abondante au printemps, modérée en automne, un faible ensoleillement au printemps, un été chaud (19,5 °C), des vents faibles, des brouillards fréquents en automne et en hiver et des orages fréquents en été (15 à 20 jours).
Pour la période 1971-2000, la température annuelle moyenne est de 12,9 °C, avec une amplitude thermique annuelle de 15,7 °C. Le cumul annuel moyen de précipitations est de 737 mm, avec 10 jours de précipitations en janvier et 5,9 jours en juillet. Pour la période 1991-2020, la température moyenne annuelle observée sur la station météorologique de Météo-France la plus proche, « Savenès_man », sur la commune de Savenès à 7 km à vol d'oiseau, est de 13,3 °C et le cumul annuel moyen de précipitations est de 705,4 mm. 
La température maximale relevée sur cette station est de 41 °C, atteinte le 27 juin 2019 ; la température minimale est de −14,5 °C, atteinte le 9 février 2012,,.
Les paramètres climatiques de la commune ont été estimés pour le milieu du siècle (2041-2070) selon différents scénarios d'émission de gaz à effet de serre à partir des nouvelles projections climatiques de référence DRIAS-2020. Ils sont consultables sur un site dédié publié par Météo-France en novembre 2022.

### Milieux naturels et biodiversité

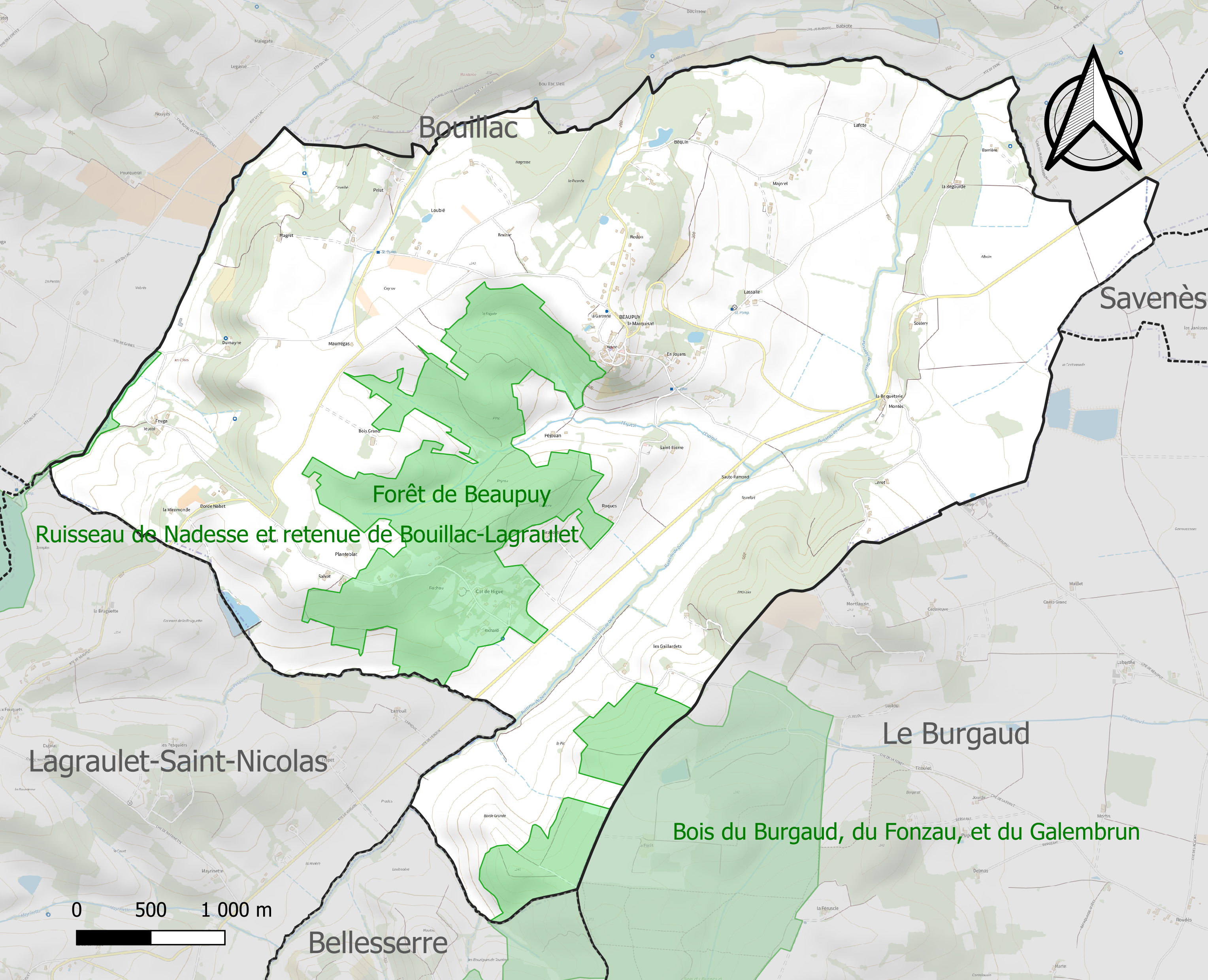
Carte des ZNIEFF de type 1 localisées sur la commune.

L’inventaire des zones naturelles d'intérêt écologique, faunistique et floristique (ZNIEFF) a pour objectif de réaliser une couverture des zones les plus intéressantes sur le plan écologique, essentiellement dans la perspective d’améliorer la connaissance du patrimoine naturel national et de fournir aux différents décideurs un outil d’aide à la prise en compte de l’environnement dans l’aménagement du territoire.
Trois ZNIEFF de type 1 sont recensées sur la commune :
- les « bois du Burgaud, du Fonzau, et du Galembrun » (560 ha), couvrant 5 communes dont quatre dans la Haute-Garonne et une dans le Tarn-et-Garonne[15] ;
- la « forêt de Beaupuy » (141 ha), couvrant 2 communes dont une dans la Haute-Garonne et une dans le Tarn-et-Garonne[16] ;
- le « ruisseau de Nadesse et retenue de Bouillac-Lagraulet » (49 ha), couvrant 4 communes dont une dans la Haute-Garonne et trois dans le Tarn-et-Garonne[17] ;

## Urbanisme

### Typologie
Au 1er janvier 2024, Beaupuy est catégorisée commune rurale à habitat très dispersé, selon la nouvelle grille communale de densité à sept niveaux définie par l'Insee en 2022.
Elle est située hors unité urbaine. Par ailleurs la commune fait partie de l'aire d'attraction de Toulouse, dont elle est une commune de la couronne,. Cette aire, qui regroupe 527 communes, est catégorisée dans les aires de 700 000 habitants ou plus (hors Paris),.

### Occupation des sols
L'occupation des sols de la commune, telle qu'elle ressort de la base de données européenne d’occupation biophysique des sols Corine Land Cover (CLC), est marquée par l'importance des territoires agricoles (75,7 % en 2018), une proportion identique à celle de 1990 (75,7 %). La répartition détaillée en 2018 est la suivante :
terres arables (49,1 %), zones agricoles hétérogènes (26,6 %), forêts (24,3 %). L'évolution de l’occupation des sols de la commune et de ses infrastructures peut être observée sur les différentes représentations cartographiques du territoire : la carte de Cassini (XVIIIe siècle), la carte d'état-major (1820-1866) et les cartes ou photos aériennes de l'IGN pour la période actuelle (1950 à aujourd'hui).

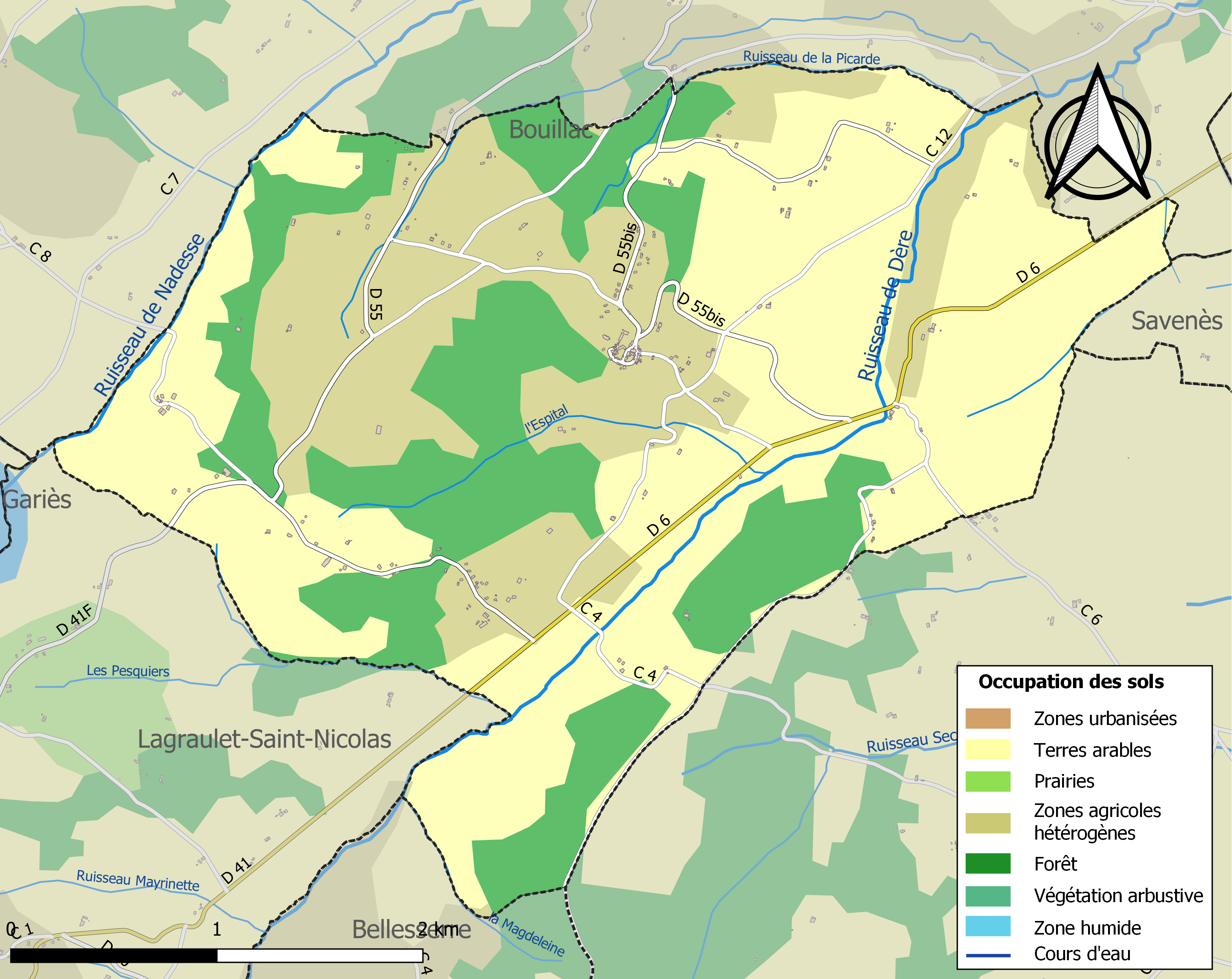
Carte des infrastructures et de l'occupation des sols de la commune en 2018 (CLC).

### Voies de communication et transports
Accès avec les routes départementales D 41 et D 41F.

### Risques majeurs
Le territoire de la commune de Beaupuy est vulnérable à différents aléas naturels : météorologiques (tempête, orage, neige, grand froid, canicule ou sécheresse), inondations, mouvements de terrains et séisme (sismicité très faible). Il est également exposé à un risque technologique, le transport de matières dangereuses. Un site publié par le BRGM permet d'évaluer simplement et rapidement les risques d'un bien localisé soit par son adresse soit par le numéro de sa parcelle.

#### Risques naturels
Certaines parties du territoire communal sont susceptibles d’être affectées par le risque d’inondation par débordement de cours d'eau, notamment le ruisseau de Nadesse et le ruisseau de Dère. La cartographie des zones inondables en ex-Midi-Pyrénées réalisée dans le cadre du XIe Contrat de plan État-région, visant à informer les citoyens et les décideurs sur le risque d’inondation, est accessible sur le site de la DREAL Occitanie. La commune a été reconnue en état de catastrophe naturelle au titre des dommages causés par les inondations et coulées de boue survenues en 1982, 1999 et 2005,.
Beaupuy est exposée au risque de feu de forêt. Le département de Tarn-et-Garonne présentant toutefois globalement un niveau d’aléa moyen à faible très localisé, aucun Plan départemental de protection des forêts contre les risques d’incendie de forêt (PFCIF) n'a été élaboré. Le débroussaillement aux abords des maisons constitue l’une des meilleures protections pour les particuliers contre le feu,.

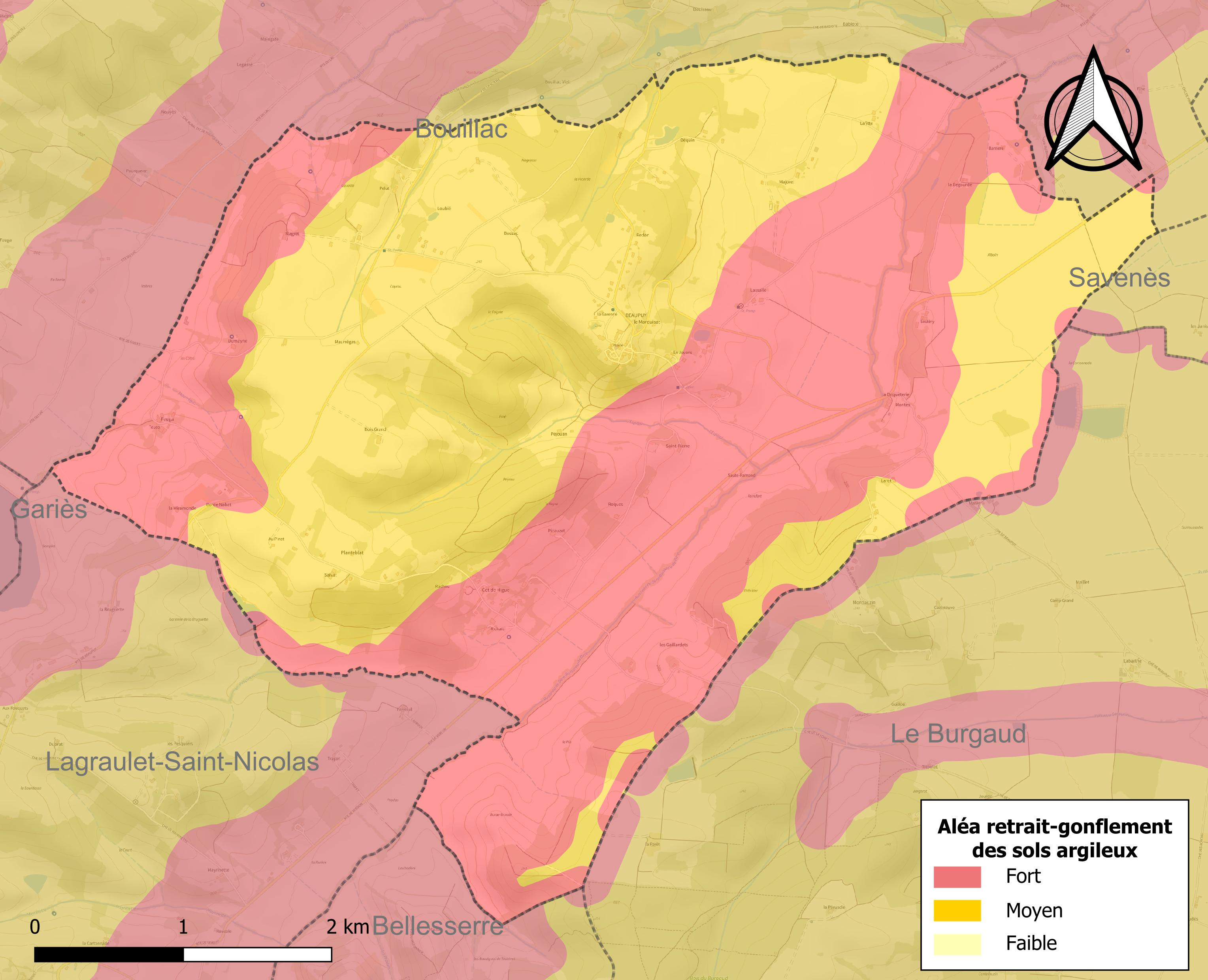
Carte des zones d'aléa retrait-gonflement des sols argileux de Beaupuy.

Les mouvements de terrains susceptibles de se produire sur la commune sont des tassements différentiels.
Le retrait-gonflement des sols argileux est susceptible d'engendrer des dommages importants aux bâtiments en cas d’alternance de périodes de sécheresse et de pluie. La totalité de la commune est en aléa moyen ou fort (92 % au niveau départemental et 48,5 % au niveau national). Sur les 132 bâtiments dénombrés sur la commune en 2019, 132 sont en aléa moyen ou fort, soit 100 %, à comparer aux 96 % au niveau départemental et 54 % au niveau national. Une cartographie de l'exposition du territoire national au retrait gonflement des sols argileux est disponible sur le site du BRGM,.
Par ailleurs, afin de mieux appréhender le risque d’affaissement de terrain, l'inventaire national des cavités souterraines permet de localiser celles situées sur la commune.
Concernant les mouvements de terrains, la commune a été reconnue en état de catastrophe naturelle au titre des dommages causés par la sécheresse en 1989, 1991, 1993, 2002, 2003, 2008, 2011 et 2016 et par des mouvements de terrain en 1999.

#### Risques technologiques
Le risque de transport de matières dangereuses sur la commune est lié à sa traversée par des infrastructures routières ou ferroviaires importantes ou la présence d'une canalisation de transport d'hydrocarbures. Un accident se produisant sur de telles infrastructures est susceptible d’avoir des effets graves sur les biens, les personnes ou l'environnement, selon la nature du matériau transporté. Des dispositions d’urbanisme peuvent être préconisées en conséquence.

## Histoire

### Origine de Beaupuy
Le site du village était celui d'un castrum mentionné dès 1191.

### Avant 1808
Avant la création du département de Tarn-et-Garonne en 1808, la commune de Beaupuy faisait partie du département de la Haute-Garonne.
- Carte de répartition des communes avant la création du Tarn-et-Garonne

## Politique et administration

### Administration municipale
Le nombre d'habitants au recensement de 2011 étant compris entre 100 et 499 habitants, le nombre de membres du conseil municipal pour l'élection de 2014 est de onze,.

### Rattachements administratifs et électoraux
La commune fait partie de la deuxième circonscription de Tarn-et-Garonne de la communauté de communes Grand Sud Tarn-et-Garonne et du canton de Verdun-sur-Garonne. Avant le 1er janvier 2017 elle faisait partie de la communauté de communes Garonne et Gascogne.

### Liste des maires
Liste des maires de la commune de Beaupuy depuis 1790.
| Période                                  | Période  | Identité               | Étiquette | Qualité |
| ---------------------------------------- | -------- | ---------------------- | --------- | ------- |
| 1790                                     | 1791     | Jean Dumayne           |           |         |
| 1791                                     | 1792     | Exupère Vignol         |           |         |
| 1792                                     | 1796     | Jean Dumaune           |           |         |
| 1796                                     | 1798     | Antoine Capmartin      |           |         |
| 1798                                     | 1800     | Jean Dumayne           |           |         |
| 1800                                     | 1803     | Jean-Philippe Lemestre |           |         |
| 1803                                     | 1805     | Michel Grabie          |           |         |
| 1805                                     | 1807     | Antoine Capmartin      |           |         |
| 1807                                     | 1815     | Jean Libérat Lemestre  |           |         |
| 1815                                     | 1819     | Jean Bousigues         |           |         |
| 1819                                     | 1821     | Michel Grabie          |           |         |
| 1821                                     | 1832     | Jean Gaussail          |           |         |
| 1832                                     | 1845     | Emmanuel Frizac        |           |         |
| 1845                                     | 1851     | Jean Bacalerie         |           |         |
| 1851                                     | 1869     | Guillaume Bousigues    |           |         |
| 1869                                     | 1881     | Jean Bacalerie         |           |         |
| 1881                                     | 1884     | Célestin Rivière       |           |         |
| 1884                                     | 1889     | Jean Bacalerie         |           |         |
| 1889                                     | 1923     | Dominique Delpon       |           |         |
| 1923                                     | 1953     | Jean Dargassies        |           |         |
| 1953                                     | 1971     | Joseph Fouragnan       |           |         |
| 1971                                     | 1985     | Louis Richard          |           |         |
| 1985                                     | 1989     | Edmond Raspide         |           |         |
| 1989                                     | 1994     | Louis Richard          |           |         |
| 1994                                     | 1995     | Edmond Raspide         |           |         |
| 1995                                     | 2014     | Arnaury Constans       |           |         |
| 2014                                     | En cours | Denis Rey              |           |         |
| Les données manquantes sont à compléter. |          |                        |           |         |

## Population et société

### Démographie
L'évolution du nombre d'habitants est connue à travers les recensements de la population effectués dans la commune depuis 1793. Pour les communes de moins de 10 000 habitants, une enquête de recensement portant sur toute la population est réalisée tous les cinq ans, les populations de référence des années intermédiaires étant quant à elles estimées par interpolation ou extrapolation. Pour la commune, le premier recensement exhaustif entrant dans le cadre du nouveau dispositif a été réalisé en 2006.

En 2022, la commune comptait 274 habitants, en évolution de +1,48 % par rapport à 2016 (Tarn-et-Garonne : +3,12 %, France hors Mayotte : +2,11 %).
| 1793 | 1800 | 1806 | 1821 | 1831 | 1836 | 1841 | 1846 | 1851 |
| ---- | ---- | ---- | ---- | ---- | ---- | ---- | ---- | ---- |
| 500  | 495  | 518  | 619  | 545  | 547  | 508  | 508  | 445  |

| 1856 | 1861 | 1866 | 1872 | 1876 | 1881 | 1886 | 1891 | 1896 |
| ---- | ---- | ---- | ---- | ---- | ---- | ---- | ---- | ---- |
| 451  | 447  | 407  | 420  | 428  | 412  | 403  | 403  | 402  |

| 1901 | 1906 | 1911 | 1921 | 1926 | 1931 | 1936 | 1946 | 1954 |
| ---- | ---- | ---- | ---- | ---- | ---- | ---- | ---- | ---- |
| 376  | 391  | 323  | 254  | 278  | 228  | 230  | 237  | 222  |

| 1962 | 1968 | 1975 | 1982 | 1990 | 1999 | 2006 | 2011 | 2016 |
| ---- | ---- | ---- | ---- | ---- | ---- | ---- | ---- | ---- |
| 195  | 148  | 130  | 133  | 158  | 173  | 261  | 311  | 270  |

| 2021 | 2022 | - | - | - | - | - | - | - |
| ---- | ---- | - | - | - | - | - | - | - |
| 268  | 274  | - | - | - | - | - | - | - |

| selon la population municipale des années : | 1968 | 1975 | 1982 | 1990 | 1999 | 2006 | 2009 | 2013 |
| Rang de la commune dans le département      | 151  | 140  | 139  | 152  | 148  | 123  | 119  | 117  |
| Nombre de communes du département           | 195  | 195  | 195  | 195  | 195  | 195  | 195  | 195  |

### Enseignement
Beaupuy fait partie de l'académie de Toulouse.

### Activités sportives
Chasse, pétanque.

## Économie

### Revenus
En 2018, la commune compte 103 ménages fiscaux, regroupant 251 personnes. La médiane du revenu disponible par unité de consommation est de 21 520 € (20 140 € dans le département).

### Emploi
|                | 2008  | 2013   | 2018   |
| -------------- | ----- | ------ | ------ |
| Commune        | 8,1 % | 6,7 %  | 11,8 % |
| Département    | 8,4 % | 10,2 % | 10,3 % |
| France entière | 8,3 % | 10 %   | 10 %   |

En 2018, la population âgée de 15 à 64 ans s'élève à 163 personnes, parmi lesquelles on compte 76,9 % d'actifs (65,1 % ayant un emploi et 11,8 % de chômeurs) et 23,1 % d'inactifs,. En 2018, le taux de chômage communal (au sens du recensement) des 15-64 ans est supérieur à celui du département et de la France, alors qu'en 2008 la situation était inverse.
La commune fait partie de la couronne de l'aire d'attraction de Toulouse, du fait qu'au moins 15 % des actifs travaillent dans le pôle,. Elle compte 26 emplois en 2018, contre 27 en 2013 et 28 en 2008. Le nombre d'actifs ayant un emploi résidant dans la commune est de 106, soit un indicateur de concentration d'emploi de 24,7 % et un taux d'activité parmi les 15 ans ou plus de 59,6 %.
Sur ces 106 actifs de 15 ans ou plus ayant un emploi, 19 travaillent dans la commune, soit 18 % des habitants. Pour se rendre au travail, 89,1 % des habitants utilisent un véhicule personnel ou de fonction à quatre roues, 3,6 % les transports en commun, 1,8 % s'y rendent en deux-roues, à vélo ou à pied et 5,5 % n'ont pas besoin de transport (travail au domicile).

### Activités hors agriculture
20 établissements sont implantés à Beaupuy au 31 décembre 2019.
Le secteur des activités spécialisées, scientifiques et techniques et des activités de services administratifs et de soutien est prépondérant sur la commune puisqu'il représente 35 % du nombre total d'établissements de la commune (7 sur les 20 entreprises implantées à Beaupuy), contre 14,1 % au niveau départemental.

### Agriculture
|               | 1988 | 2000 | 2010 | 2020 |
| ------------- | ---- | ---- | ---- | ---- |
| Exploitations | 19   | 12   | 9    | 9    |
| SAU (ha)      | 709  | 549  | 482  | 353  |

La commune est dans les « Coteaux du Gers », une petite région agricole située dans le sud du département de Tarn-et-Garonne, ne couvrant que cinq communes. En 2020, l'orientation technico-économique de l'agriculture  sur la commune est l'exploitation de grandes cultures (hors céréales et oléoprotéagineuses). Neuf exploitations agricoles ayant leur siège dans la commune sont dénombrées lors du recensement agricole de 2020 (19 en 1988). La superficie agricole utilisée est de 353 ha,,.

## Culture locale et patrimoine

### Patrimoine religieux

#### Église
Église Saint-Pierre-ès-Liens.

#### La Chapelle Saint Pierre
La chapelle Saint-Pierre du cimetière, inscrite au titre des monuments historiques en 2014, est un site retenu pour le loto du patrimoine en 2019, elle est actuellement en travaux et interdite au public.

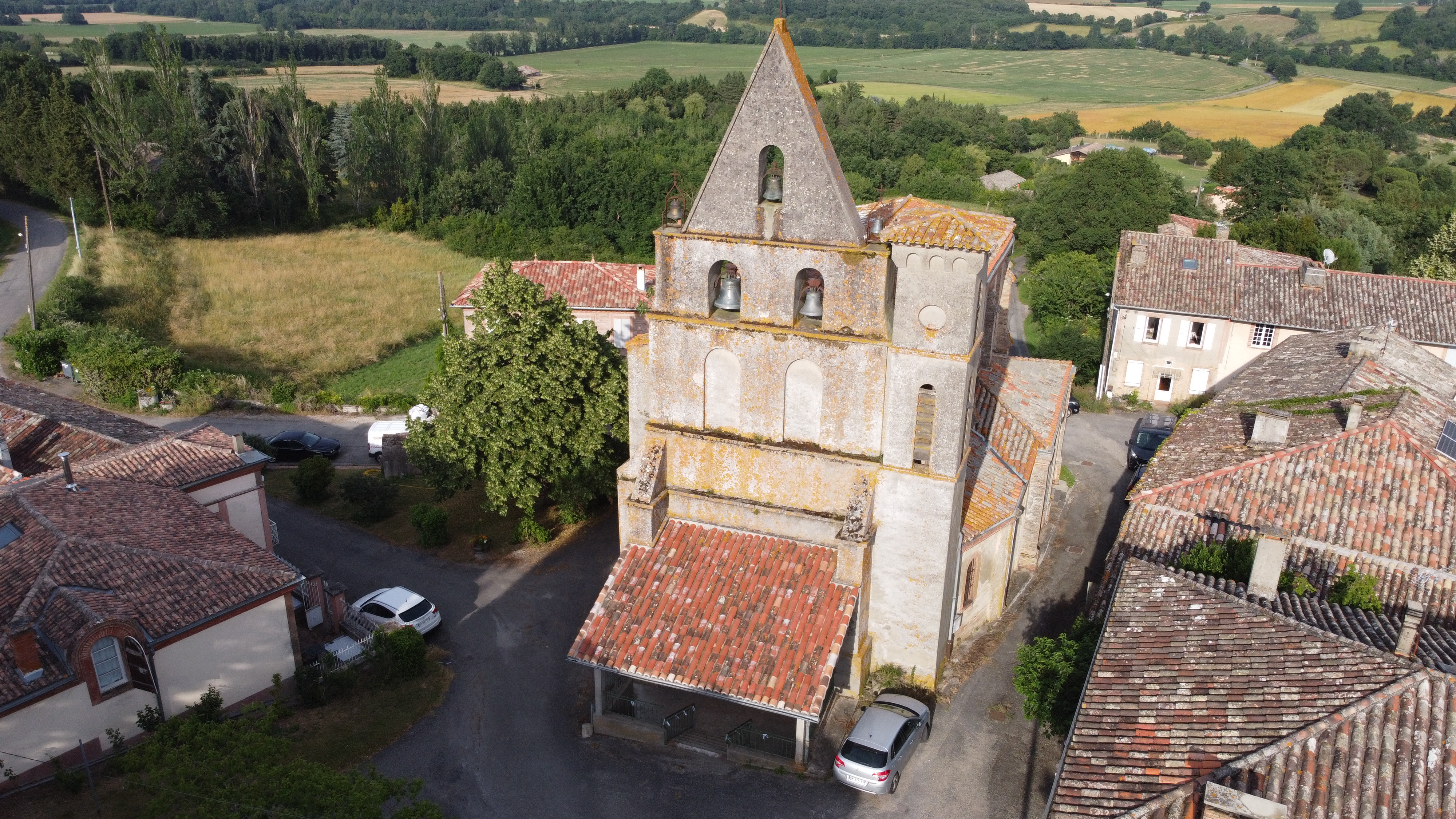
Église
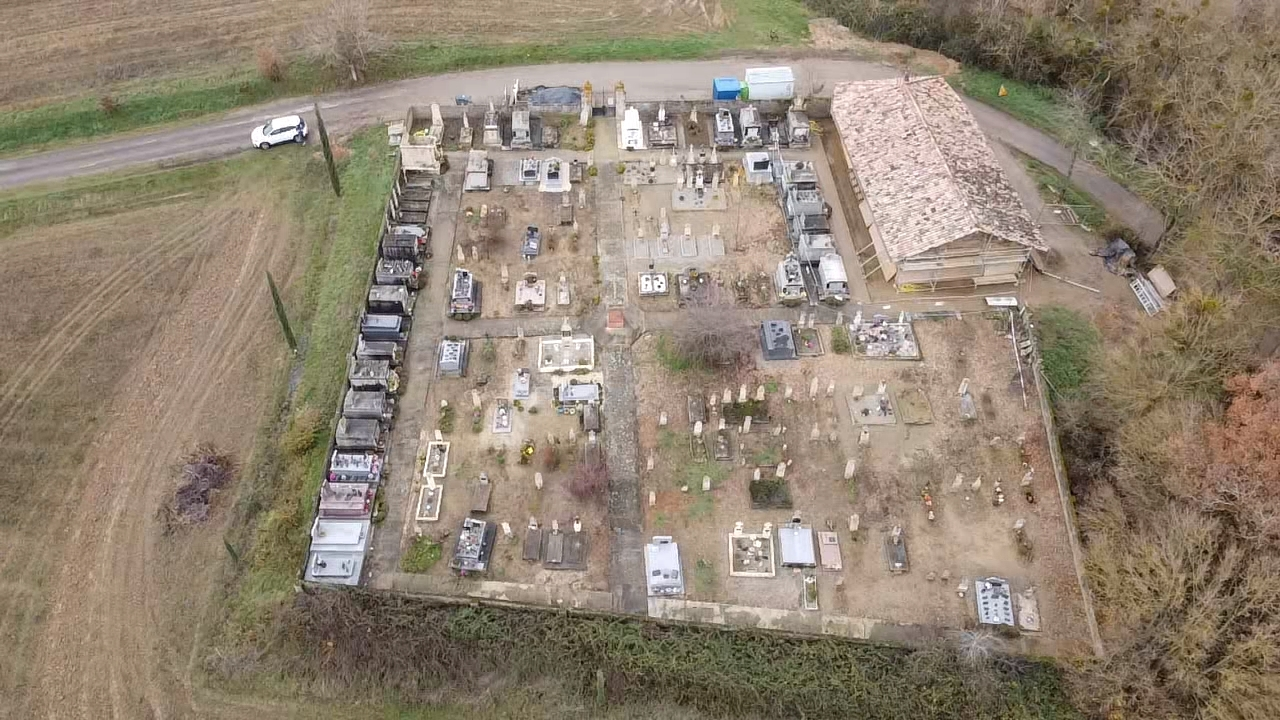
Cimetière et chapelle.

### Patrimoine civil

#### Le Château
Le château de Beaupuy a appartenu à différents seigneurs au fil des siècles. Il abrite aujourd'hui la mairie de la commune.

#### Le monument aux morts
Le monument aux morts a été érigé en 1921, pour un prix de 4 000 francs. Il est formé d'un obélisque sur socle. À son sommet est dressée une croix de guerre. Et est entouré d'obus. Il y est inscrit « aux enfants de Beaupuy morts pour la France ».

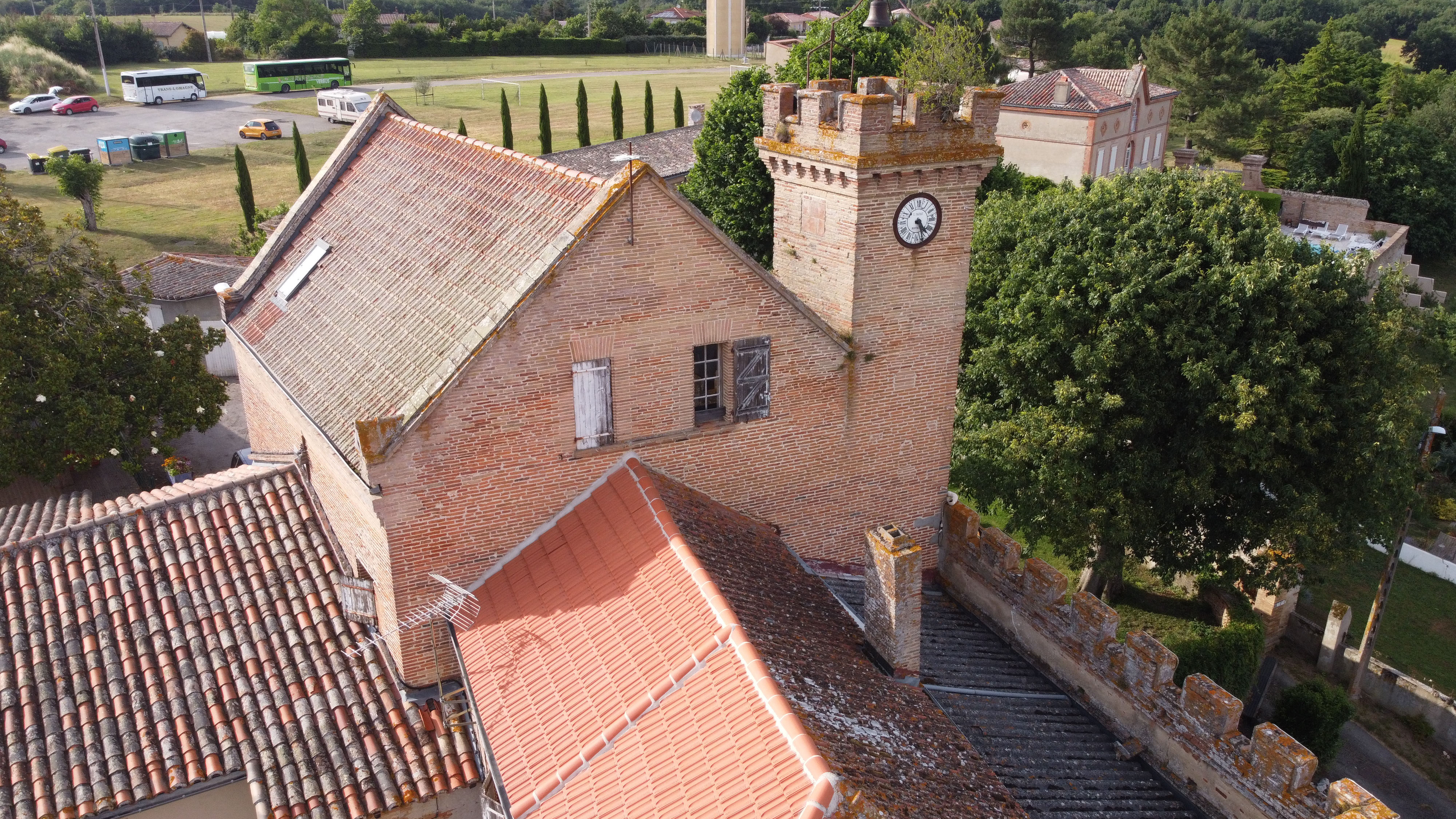
Château
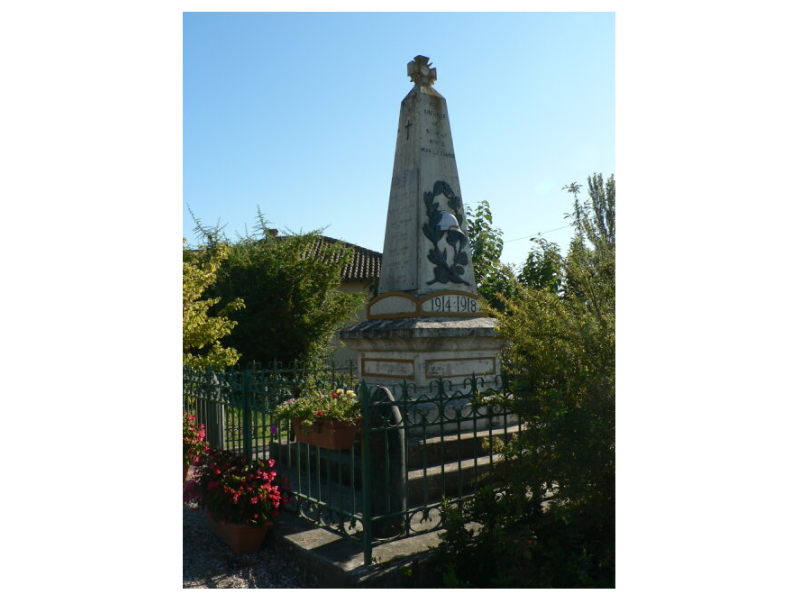
Monument aux morts.

### Personnalités liées à la commune
- Noël Gaussail (1825-1899) : évêque catholique né à Beaupuy.

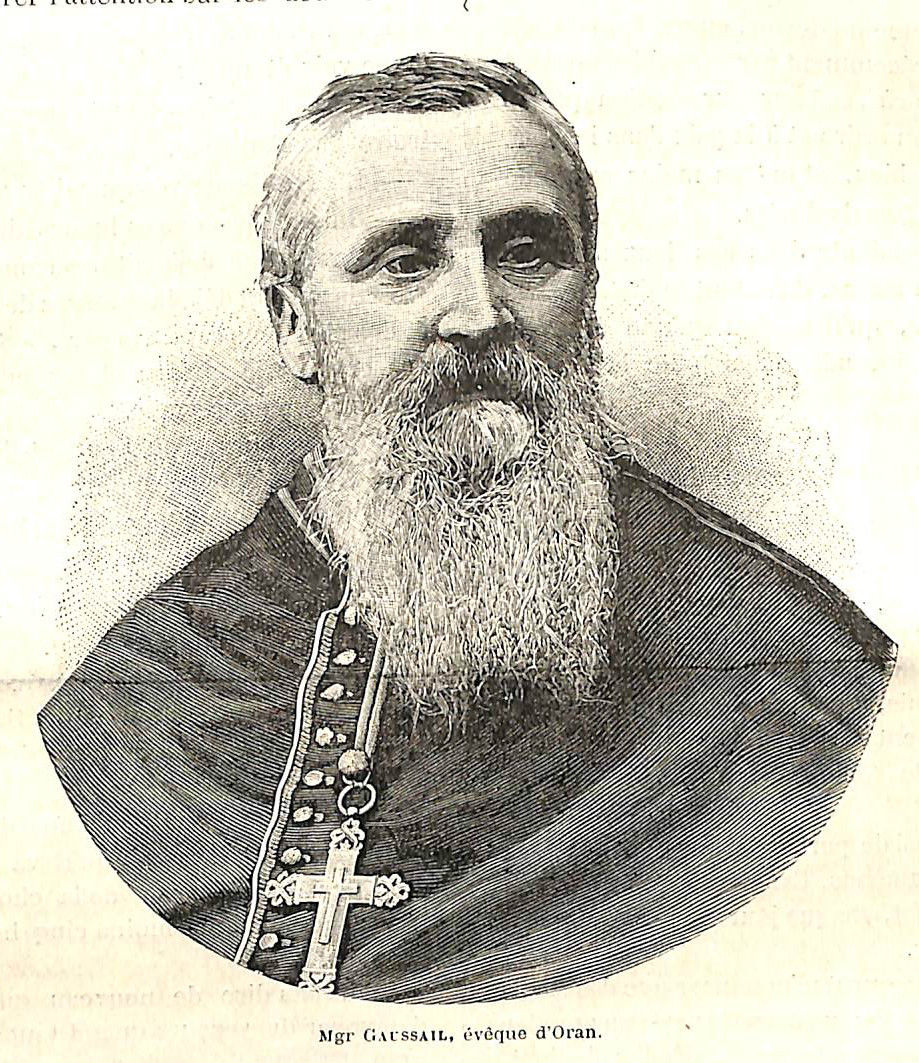
Mgr Gaussail Evêque d'Oran

- Peire Authié, dernier cathare. A été arrêté sur la commune de Beaupuy[46].